# Lista postaci epizodycznych serialu Przyjaciele
Poniższa lista epizodycznych i gościnnych występów w serialu Przyjaciele zawiera krótkie opisy postaci oraz numery serii i odcinków, w których dane postacie się pojawiają. Tłustym drukiem zaznaczono aktorów, którzy wystąpili w co najmniej trzech odcinkach serialu.
- Alexis, Paul, Justin i Cole Cimoch (6.5) – Frank Jr. Jr., Leslie i Chandler Buffay: trojaczki Franka Jr. i Alice, które urodziła Phoebe.
- Adam Goldberg (2.17, 2.19) – Eddie Menuek: szalony współlokator Chandlera.
- Aisha Tyler (9.20-24, 10.1-2, 10.5-6) – Charlie Wheeler: profesor paleontologii, dziewczyna Joeya, później dziewczyna Rossa.
- Alec Baldwin (8.17-18) – Parker: pozytywny chłopak Phoebe na przyjęciu rocznicowym rodziców Moniki i Rossa.
- Alexandra Holden (6.18-19, 6.21-22, 6.24) – Elizabeth Stevens: studentka Rossa, później jego dziewczyna.
- Alexis Arquette (7.22) – kelner/kelnerka w barze w Las Vegas, gdzie ojciec Chandlera występował w show Viva Las Gaygas.
- Alison Sweeney (7.18) – Jessica Ashley: aktorka z serialu Dni naszego życia, która wygrywa nagrodę, ale nie chce jej przyjąć[2].
- Allisyn Ashley Arm (10.2) – Leslie Buffay: jedno z trojaczków Franka Juniora i Alice.
- Angela Visser (1.19) – dziewczyna, którą Chandler i Joey pytają, czy nie widziała małpki Rossa.
- Anita Barone (1.2) – Carol Willick: pierwsza żona Rossa. W dalszych odcinkach aktorkę zastąpiła Jane Sibbett.
- Anna Faris (10.9, 10.13, 10.16, 10.19) – Erica: matka Jacka i Eriki, bliźniaków zaadoptowanych przez Monikę i Chandlera.
- Anne Dudek (10.1) – Precious: dziewczyna Mike'a, którą Mike rzuca dla Phoebe.
- Angela Featherstone (3.15-16) Chloe, dziewczyna z ksero z którą Ross spędza noc po rozstaniu z Rachel.
- Arden Myrin (8.7) – gosposia Moniki, posądzana przez nią o kradzież.
- Audra Lindley (2.9) – Frances, babcia Phoebe.
- Ben Stiller (3.22) – Tommy: chłopak Rachel, który dużo krzyczy.
- Beverly Garland (1.18) – Iris: ciotka Moniki i Rossa, która uczy dziewczyny grać w pokera.
- Billy Crystal (3.24) – Tim: klient kawiarni Central Perk, do której wchodzi z przyjacielem, granym przez Robina Williamsa. Występy aktorów były niezaplanowane.
- Bob Balaban (5.13) – Frank Buffay: ojciec Phoebe i Ursuli, którego Phoebe spotyka na pogrzebie babci.
- Bonnie Somerville (8.1, 8.5-6, 8.8, 8.11, 8.15, 8.17) – Mona: dziewczyna Rossa.
- Brad Pitt (8.9) – Will Colbert: kolega ze szkoły Rossa i Moniki, który nienawidzi Rachel[3].
- Brenda Vaccaro (1.13) – Gloria Tribbiani: mama Joeya.
- Brent Spiner (10.14) – Campbell: łowca talentów, który rozmawia z Rachel o pracy dla Gucciego.
- Brooke Shields (2.12) – Erika Ford: fanka Joeya, która wierzy, że jest on naprawdę postacią z serialu Dni naszego życia.
- Bruce Willis (6.21-23) – Paul Stevens: ojciec Elizabeth, studentki, dziewczyny Rossa, chłopak Rachel[4].
- Catherine Bell (2.6) – Robin: jedna z dziewczyn, które spotykają w autobusie Joey i Chandler, gdy opiekują się Benem, synem Rossa.
- Charlie Sheen (2.23) – Ryan: oficer marynarki, chłopak Phoebe.
- Charlton Heston (4.14) – on sam: przyłapuje Joeya w swoim pokoju, kiedy ten korzysta z jego prysznica.
- Cheryl Hines (6.13) – kobieta, której Joey proponuje darmowe jedzenie.
- Chris Isaak (2.12) – Rob Donnen: muzyk, który razem z Phoebe gra piosenki dla dzieci.
- Chrissie Hynde (2.6) – Schiffer: gitarzystka zatrudniona w Central Perk zamiast Phoebe.
- Christina Applegate (9.8, 10.5) – Amy Green: siostra Rachel, określona przez resztę przyjaciół jako "zła siostra Rachel"[5].
- Christina Pickles (1.2, 1.8, 1.21, 2.14, 2.16, 3.1, 4.3, 4.24, 5.1, 5.8, 6.9, 7.2, 7.14, 7.23-24, 8.1, 8.18, 8.23, 9.5, 10.4) – Judy Geller: mama Rossa i Moniki.
- Christine Taylor (3.24-25, 4.1) – Bonnie: dziewczyna Rossa, której Rachel doradza, by ostrzygła się na łyso.
- Craig Robinson (10.7) – pracowniczka urzędu, którą Phoebe spotyka gdy próbuje zmienić swoje nazwisko.
- Cristine Rose (9.7, 10.12) – Elizabeth "Bitsy" Hannigan: matka Mike'a Hannigana, męża Phoebe.
- Dakota Fanning (10.14) – Mackenzie: dziewczynka mieszkająca w domu, który kupują Monika i Chandler.
- Dan Castellaneta (2.12) – dozorca zoo w San Diego, od którego Ross dowiaduje się, co się stało z jego małpką.
- Danny DeVito (10.11) – Roy: striptizer na wieczorze panieńskim Phoebe, zatrudniony przez Monikę i Rachel.
- Dante Pastula (10.2) – Frank Buffay Jr. Jr.: jedno z trojaczków Franka Jr. i Alice.
- Daryl Sabara (10.2) – Owen, adoptowany syn znajomych Phoebe
- David Arquette (3.3, 7.5) – Malcolm: były chłopak Ursuli, siostry-bliźniaczki Phoebe, który ją śledził, bo pomylił ją z Ursulą[6].
- Debra Jo Rupp (3.18, 4.11-12, 4.17-18, 5.3) – Alice Knight Buffay: była nauczycielka Franka Buffay Jra., później jego żona.
- Dedee Pfeiffer (9.3) – Mary Ellen Jenkins: dziewczyna, z którą Phoebe umawia Joeya.
- Denise Richards (7.19) – Cassie Geller: kuzynka Rossa i Moniki.
- Dermot Mulroney (9.11-13) – Gavin: zastępuje Rachel w pracy podczas jej urlopu macierzyńskiego.
- Dina Meyer (3.19, 3.20, 3.22) – Kate: aktorka pracująca z Joeyem, później jego dziewczyna.
- Donny Osmond (10.11) – on sam: prowadzi teleturniej "Piramida", w którym gościnnie wystąpił Joey.
- Cole Sprouse (6.15, 7.9-10, 7.16, 8.1, 8.10, 8.12) – Ben: syn Rossa.
- Eddie Cahill (7.4-5, 7.8-9, 7.12, 7.14, 8.2) – Tag Jones: asystent Rachel w firmie Ralph Lauren, później jej chłopak.
- Eddie McClintock (8.23-24) – Cliff: chłopak, którego Phoebe podrywa w szpitalu.
- Elinor Donahue (1.8) – ciotka Rossa i Moniki, którą spotykają na pogrzebie babci.
- E.G. Daily (3.14) – Leslie: koleżanka Phoebe, z którą występowała w duecie.
- Elle Macpherson (6.7-11) – Janine La Croix, współlokatorka Joeya.
- Ellen Pompeo (10.11) – Missy Goldberg: dziewczyna, w której podczas studiów kochali się Ross i Chandler.
- Elliott Gould (1.2, 1.8, 1.17, 2.14, 2.16, 3.1, 4.24, 5.1, 5.8, 6.9, 7.2-3, 7.13-14, 7.23-24, 8.1, 8.18, 9.1, 10.4) – Jack Geller: ojciec Moniki i Rossa.
- Emily Osment (8.6) – Lelani Mayolanofavich: dziewczynka, która odwiedza mieszkanie Moniki w Halloween.
- Emily Procter (2.2) – Annabel: współpracowniczka Joeya ze sklepu.
- Eva Amurri (7.15) – córka postaci granej przez Susan Sarandon w serialu Dni naszego życia[7].
- Fisher Stevens (1.13) – Roger: psycholog, chłopak Phoebe.
- Fred Willard (2.12) – dyrektor zoo w San Diego, który mówi Rossowi, że jego małpka umarła.
- Freddie Prinze Jr. (9.6) – Sandy: męska niania Emmy.
- Gabrielle Union (7.17) – Kristen Leigh: sąsiadka przyjaciół, która umawia się równocześnie z Rossem i Joeyem.
- Gary Oldman (7.23-24) – Richard Crosby: sławny aktor, z którym Joey pracuje na planie filmu.
- George Clooney (1.17) – dr Michael Mitchell: lekarz, który leczy Rachel, a później małpkę Rossa.
- George Newbern (5.10) - Danny: chłopak Rachel, który jest w zbyt bliskich relacjach ze swoją siostrą.
- Giovanni Ribisi (2.6, 2.21, 3.5, 3.18, 4.11-12, 4.17, 5.3, 10.2) – Frank Buffay Jr.: brat Phoebe, dla którego Phoebe zgadza się zostać surogatką.
- Greg Kinnear (10.6) – Benjamin Hobart: były chłopak Charlie, dziewczyny Rossa.
- Gregory Itzin (9.7, 10.12) – Theodore Hannigan: ojciec Mike'a Hannigana, męża Phoebe
- Gretchen Wyler (4.6) – pani Burkart: wdowa, która nie chciała zapłacić za catering Moniki i Phoebe na stypie swego męża.
- Hank Azaria (1.10, 7.11, 9.6, 9.22-23) – David: wielka miłość Phoebe, naukowiec, który wyjeżdża do Mińska. Pod koniec 9 sezonu wraca do USA.
- Harry Shearer (1.21) – dr Baldharar: weterynarz który leczy małpkę Rossa.
- Helen Baxendale (4.14-19, 4.21-24, 5.1, 5.4, 5.6, 5.20) – Emily Waltham: druga żona Rossa.
- Helen Hunt (1.16) – Jamie Buchman: klient kawiarni Central Perk[8].
- Hugh Laurie (4.24) – pasażer w samolocie do Londynu, siedzący obok Rachel.
- Ian Thorpe (7.7) – klient w kawiarni Central Perk.
- Isabella Rossellini (3.5) – ona sama
- Jason Alexander (7.13) – Earl: pracownik biura, do którego dzwoni Phoebe, pracując w telemarketingu.
- Jay Leno (1.11) – on sam: prowadzi wywiad z mamą Chandlera.
- Jean-Claude Van Damme (2.13) – on sam.
- Jeff Goldblum (9.15) – Leonard Hayes: prowadzi przesłuchanie do roli, którą chce zdobyć Joey.
- Jennifer Coolidge (10.3) – Amanda: irytująca dawna przyjaciółka Moniki i Phoebe, która udaje brytyjski akcent.
- Jennifer Grant (1.16) – Nina: współpracowniczka Chandlera, którą ma ją zwolnić, a zamiast tego umawia się z nią.
- Jennifer Grey (1.20) – Mindy: druhna Rachel, która później poślubia byłego narzeczonego Rachel, Barry'ego Farbera.
- Jennifer Saunders (4.24, 5.1) – Andrea Waltham: macocha Emily Waltham, drugiej żony Rossa.
- Jim Piddock (8.1) – Dennis Phillips: przyjaciel i kochanek mamy Chandlera.
- Jill Goodacre (1.7) – ona sama: Chandler zostaje uwięziony z nią w pomieszczeniu z bankomatem podczas awarii prądu.
- John Bennett Perry (4.18) – ojciec Joshuy Bergina, chłopaka Rachel[9].
- John Stamos (9.22) – Zach: współpracownik Chandlera. Monica i Chandler chcą, by został on ich dawcą nasienia.
- Jon Favreau (3.18-19, 3.21-25) – Pete Becker: milioner, chłopak Moniki.
- Jon Lovitz (1.15, 9.14) – w odcinku 1.15: właściciel restauracji, któremu Monica stara się zaimponować; w odcinku 9.14: Steve: Phoebe umawia go na randkę w ciemno z Rachel.
- Julia Roberts (2.13) – Susie Moss: koleżanka z podstawówki Chandlera, której Chandler w szkole podniósł sukienkę, przez co cała klasa się z niej śmiała. Udaje, że Chandler się jej podoba, by się zemścić.
- June Gable (1.6, 1.23, 2.10, 2.19, 3.22, 5.10, 6.4, 6.21, 7.19, 8.22, 10.4) – Estelle Leonard: agentka Joeya, starsza pani uzależniona od papierosów. W odcinku 1.23 (The One With The Birth) zagrała pielęgniarkę asystującą przy porodzie Carol.
- June Whitfield (4.24, 5.1) – gosposia w domu Walthamów, która rozmawia z Phoebe przez telefon.
- Kathleen Turner (7.22-24) – Charles Bing vel Helena Handbasket: ojciec Chandlera.
- Kevin McDonald (3.23) – Guru Saj: usuwa Rossowi "coś" z pleców.
- Kristian Alfonso (6.15) – postać w serialu Dni naszego życia, w którym grał Joey.
- Kristin Davis (7.7) – Erin: dziewczyna Joeya, która go rzuca gdy Joey zaczyna myśleć o dłuższym związku.
- Kyle Gass (9.15) – Lowell: kieszonkowiec, znajomy Phoebe.
- Lauren Tom (1.24, 2.1-2, 2.4, 2.7-8, 2.10) – Julie: dziewczyna Rossa, którą poznał podczas badań archeologicznych w Chinach.
- Lea Thompson (2.6) – kobieta, którą Joey i Chandler zachęcają, by powąchała głowę małego Bena, syna Rossa.
- Leah Remini (1.23) – Lydia: samotna matka, której Joey pomaga przy porodzie.
- Louis Mandylor (6.17) – aktor, którego Joey zatrudnia, by grał jego brata bliźniaka.
- Maggie Wheeler (1.5, 1.10, 1.14, 2.3, 2.24, 3.1, 3.3-4, 3.6-8, 4.15, 5.12, 6.17, 7.7, 8.23-24, 9.21, 10.15) – Janice Litman Garelnick: irytująca dziewczyna Chandlera, która wielokrotnie niespodziewanie pojawia się w życiu przyjaciół.
- Marla Sokoloff (8.10) – Dina: jedna z sióstr Joeya, która zachodzi w ciążę i szuka pomocy u Rachel.
- Marlo Thomas (2.11, 2.22, 8.20) – Sandra Green: matka Rachel.
- Matthew Ashford – on sam: aktor występujący w serialu Dni naszego życia.
- Max Wright (1.9, 2.6)- Terry:właściciel kawiarni Central Perk.
- McKenzie Westmore (7.18) – ona sama: prezenterka na gali rozdania nagród oper mydlanych "Soapie".
- Melissa George (9.12-13) – Molly: niania Emmy, córki Rachel i Rossa.
- Melora Hardin (1.15) – Celia: współpracowniczka Rossa.
- Michael Condor (4.19) – śpiewający sąsiad Rachel.
- Michael Rapaport (5.16-17, 5.20-21) – Gary: policjant, chłopak Phoebe.
- Michael Vartan (4.8) – Timothy: syn dra Richarda Burke, okulista, z który Monica się umawia po tym, jak opatrzył jej oko.
- Missi Pyle (6.8) – Hillary: dziewczyna Rossa.
- Mitchell Whitfield (1.1, 1.18-19, 2.24, 6.15-16) – Barry Farber: były narzeczony Rachel, ortodonta.
- Morgan Fairchild (1.11, 5.8, 7.23-24, 8.1) – Nora Tyler Bing: matka Chandlera, autorka powieści romantycznych.
- NiCole Robinson (5.16) – kobieta, która gasi papierosa na korze drzewa, a Phoebe udając policjantkę próbuje zmusić ją, by więcej tego nie robiła.
- Noah Wyle (1.17) – dr Jeffrey Rosen: kolega dra Michaela Mitchella.
- Paget Brewster (4.5-8, 4.11-13) – Kathy: dziewczyna Joeya, później dziewczyna Chandlera.
- Paul Gleason (6.15-16) – Jack: szef Phoebe.
- Paul Rudd (9.3-4, 9.6-7, 9.9, 9.12-13, 9.16-17, 9.23-24, 10.1, 10.5, 10.7, 10.12, 10.14, 10.18) – Mike Hannigan, mąż Phoebe.
- Penn Jillette (4.3) – sprzedawca encyklopedii.
- Phil Leeds (2.11) – wdowiec po klientce Phoebe, której duch wchodzi w Phoebe.
- Phill Lewis (3.23) - kierownik w firmie reklamowej, w której Chandler jest na stażu
- Ralph Lauren (6.8) – on sam: właściciel firmy, w której pracuje Rachel.
- Rebecca Romijn (4.6) – Cheryl: brudna dziewczyna Rossa.
- Reese Witherspoon (6.13-14) – Jill Green: młodsza siostra Rachel.
- Rene Russo (1.14) – Kristen Riggs: dziewczyna, z którą Ross je kolację w japońskiej restauracji.
- Richard Branson (4.23) – sprzedawca pamiątek w Londynie, który sprzedaje Joeyowi wielki kapelusz.
- Robert Costanzo (1.13) – Joseph Tribbiani Sr: ojciec Joeya.
- Robin Williams (3.24) – klient kawiarni Central Perk, do której wchodzi z przyjacielem, granym przez Billy'ego Crystala. Występy aktorów były niezaplanowane.
- Ron Leibman (2.22, 3.7, 8.8, 10.13) – dr Leonard Green: ojciec Rachel.
- Sarah Ferguson (4.23) – ona sama: Księżna Yorku, którą Joey spotyka w Londynie.
- Sasha Alexander (8.19) – Shelley: dziennikarka prowadząca wywiad z Joeyem dla czasopisma Soap Opera Digest.
- Sean Penn (8.6-7) – Eric: były narzeczony Ursuli, później chłopak Phoebe.
- Selma Blair (9.10) – Wendy: współpracowniczka Chandlera, gdy pracował w Tulsie.
- Sherilyn Fenn (3.14) – Ginger: dziewczyna Chandlera, która ma drewnianą protezę nogi.
- Sierra Marcoux (10.2) – Chandler Buffay: jedno z trojaczków Franka Jr. i Alice.
- Sofia Milos (1.6) – Aurora: dziewczyna Chandlera, mężatka, która ma wielu chłopaków.
- Soleil Moon Frye (5.15) – Katie: dziewczyna Joeya, która go bije.
- Steve Zahn (2.4) – Duncan: gej, pierwszy mąż Phoebe, za którego wyszła, aby mógł on otrzymać amerykańskie obywatelstwo.
- Susan Sarandon (7.15) – Jessica Lockhart: gwiazda oper mydlanych, którą w serialu Dni naszego życia zastępuje Joey jako dr Drake Ramoray po przeszczepie mózgu Jessiki.
- Tahj Mowry (2.12) – chłopiec, który daje znać reszcie dzieci, że znalazł panią, która mówi prawdę (Phoebe).
- Tate Donovan (4.13-14, 4.16, 4.18, 4.20) – Joshua Bergin: chłopak Rachel.
- Teri Garr (3.25, 4.1, 4.11) – Phoebe Abbott: biologiczna matka Phoebe i Ursuli.
- T.J. Thyne (5.3) – dr Oberman: lekarz, który miał zastąpić lekarza, (który uwielbiał Fonziego) przy porodzie Phoebe.
- Todd Glass (5.23) – pasażer samolotu, który proponuje Rachel seks w ubikacji po tym jak Ross chciał zawstydzić Rachel.
- Tom Conti (4.24, 5.1) – Stephen Waltham: ojciec Emily, drugiej żony Rossa.
- Tom Selleck (2.15-16, 2.18, 2.20, 2.23-24, 3.13, 6.24-25) – dr Richard Burke: przyjaciel rodziny Gellerów, który zatrudnia Monikę do obsługi cateringu na przyjęciu, później chłopak Moniki.
- Vincent Ventresca (1.10, 2.10) – Bobby: chłopak Moniki, który ma problem z alkoholem.
- Winona Ryder (7.20) – Melissa Warburton: koleżanka ze studiów Rachel, którą Rachel pocałowała.